# Јанаул
Јанаул (рус. Янаул) град је у Русији у Башкортостану.

## Становништво
| 1939.  | 1959.  | 1970.  | 1979.  | 1989.  | 2002.  | 2010.  |
| ------ | ------ | ------ | ------ | ------ | ------ | ------ |
| 11.861 | 15.843 | 20.115 | 21.839 | 25.727 | 27.909 | 26.924 |